# Rdeči Breg, Podvelka
Rdeči Breg je naselje v Občini Podvelka.  V vasi se nahaja cerkev svetega Ignacija Lojolskega, edina cerkev v Sloveniji, ki je posvečena svetemu Ignaciju Lojolskemu.